# Dussia
Dussia é um género botânico pertencente à família Fabaceae.
Contém as seguintes espécies:
- Dussia foxii